# PlanetRomeo
Romeo, noto prima come PlanetRomeo e ancor prima GayRomeo, è un social network pensato per la comunità gay con sede nei Paesi Bassi.

## Panoramica
Esso rivendica di essere, con più di un milione di utenti registrati in tutto il mondo, il maggior portale in rete per uomini che cercano altri uomini nell'ambito geografico di lingua tedesca. Concepito per la ricerca di partner, amici e divertimento, il portale è stato fondato nel 2002 e dal 2006 viene gestito dalla società PlanetRomeo B.V. di Amsterdam. Il servizio, di ambito mondiale, è stato ampliato a molte lingue ed è abbastanza apprezzato anche nei paesi di lingua italiana (oltre 140.000 iscritti tra Italia, Svizzera italiana e San Marino). Uno dei paesi meglio rappresentati, nonostante l'impostazione prevalentemente sviluppata su lingue europee, sono le isole Filippine.
La scelta di evitare la Germania come sede centrale è legata al fatto che nei Paesi Bassi il rischio di conflitti con le norme a tutela dei minorenni è minore.
Il sito si propone, oltre che di offrire gratuitamente scambio di messaggi, rete sociale e informazioni sanitarie, anche di raccogliere testimonianze online provenienti da paesi dove l'omosessulità è proibita. Come di consueto per piattaforme del genere, si avvale della collaborazione attiva degli utenti nell'intervenire in caso di bisogno (domande di utenti, gli inevitabili abusi o truffe).
Romeo è accessibile tramite i browser di tutti gli smartphone attraverso una versione ridotta che permette di inviare e ricevere messaggi e vedere chi fra i propri contatti è collegato al sito. Il 14 ottobre 2010, dopo i lavori di trasferimento dei server, Romeo annuncia il lancio della beta pubblica e gratuita di una nuova versione mobile e di una versione ottimizzata per dispositivi touch. Nel 2011 il sito cambia nome ufficialmente da GayRomeo in PlanetRomeo.
L'8 ottobre 2012 viene pubblicata la prima versione dell'applicazione per Android e l'aggiornamento di quella per iOS.
Nel 2021 il sito e l'app cambiano ancora nome semplicemente in Romeo.

## Diffusione
| Nazione        | Utenti    |
| -------------- | --------- |
| Germania       | 379.857   |
| Italia         | 118.337   |
| Filippine      | 114.158   |
| India          | 91.825    |
| Francia        | 83.647    |
| Spagna         | 63.642    |
| Svizzera       | 38.292    |
| Malaysia       | 35.925    |
| Thailandia     | 33.848    |
| Regno Unito    | 30.029    |
| Austria        | 28.902    |
| Paesi Bassi    | 26.389    |
| Grecia         | 25.786    |
| Belgio         | 24.596    |
| Stati Uniti    | 21.802    |
| Turchia        | 20.300    |
| Polonia        | 16.472    |
| Romania        | 15.136    |
| Mondo          | 1.389.150 |
| 29 luglio 2012 |           |

| Continente/Regione           | Utenti    |
| ---------------------------- | --------- |
| Europa                       | 963.819   |
| Asia (Medio Oriente escluso) | 316.438   |
| Africa                       | 33.269    |
| Nord America                 | 31.938    |
| Sud America                  | 19.926    |
| Medio Oriente                | 13.781    |
| Oceania                      | 6.308     |
| America Centrale             | 3.671     |
| Mondo                        | 1.389.150 |
| 29 luglio 2012               |           |